# Pagameopsis
Pagameopsis är ett släkte av måreväxter. Pagameopsis ingår i familjen måreväxter.
Kladogram enligt Catalogue of Life:
| Pagameopsis | \| \| Pagameopsis garryoides \| \| \| \| \| \| Pagameopsis maguirei \| \| \| \| |
|             | \| \| Pagameopsis garryoides \| \| \| \| \| \| Pagameopsis maguirei \| \| \| \| |
|             | Pagameopsis garryoides                                                          |
|             |                                                                                 |
|             | Pagameopsis maguirei                                                            |
|             |                                                                                 |